# Reinhold Messner
Reinhold Andreas Messner (* 17. září 1944 Brixen) je italský horolezec rakouské národnosti[zdroj?], cestovatel a spisovatel.  Dle UIAA - jediné autority pro uznávání výstupů je stále prvním člověkem který zdolal Korunu Himálaje - 14 vrcholů vyšších než 8000 metrů bez použití kyslíku.
Jako první vylezl na Mount Everest bez použití kyslíkového přístroje a jako první provedl na Mount Everest kompletní sólový výstup.
Kromě výstupů na vrcholy je známý i svými pěšími výpravami – prošel napříč Antarktidou, Grónskem a pouštěmi Taklamakan a Gobi. Neúspěšně se pokoušel přejít Arktidu ze Sibiře do Kanady.
Je autorem mnoha desítek knih, z nichž bylo přibližně 30 přeloženo do češtiny. V letech 1999–2004 byl poslancem Evropského parlamentu za italské zelené.
Založil skupinu muzeí věnovaných horám (Messner Mountain Museum).

## Život

### 1944–1970: Dětství a první výstupy
Reinhold Messner se narodil v Brixenu, vyrůstal v údolí Villnöss v Jižním Tyrolsku. Tuto oblast získala sice po první světové válce Itálie na úkor Rakouska, většina obyvatel včetně Messnera však mluví německy.
Reinhold se narodil jako druhé z devíti dětí, měl jednoho staršího a šest mladších bratrů a jednu sestru. Jeho otec pracoval jako venkovský učitel, na živobytí si přivydělával ještě chovem králíků a slepic. Mladý Reinhold musel brzy pomáhat s pracemi na farmě, již od dětství také rád lezl po okolních kopcích. V pěti letech mu otec vysvětloval základy lezení při výstupu na horu Sass Rigais. Ve dvanácti letech podnikl se svým otcem první obtížnější lezeckou túru ve východní stěně Malé Fermedy (stupeň obtížnosti 3). Později lezl hlavně se svým o dva roky mladším bratrem Güntherem, s nímž od roku 1964 podnikl v Alpách řadu obtížných prvovýstupů.
Mezitím studoval stavební průmyslovku. V posledním ročníku zameškal kvůli lezení týden školy, což spolu s jeho tvrdohlavostí způsobilo, že ho někteří učitelé neměli rádi a nechali ho propadnout u maturity. Dříve, než se mu podařilo maturitu o rok později (1967) složit, získal místo učitele matematiky a tělesné výchovy v nedalekém Eppanu. Díky vhodnému rozvrhu mohl tři dny v týdnu lézt. V roce 1968 začal studovat stavební inženýrství na univerzitě v Padově. Roku 1969 se na poslední chvíli stal členem tyrolské expedice mířící do And, která vylezla východní stěnu druhé nejvyšší peruánské hory Yerupajá. Následující rok opět učil a navíc pracoval jako horský vůdce, aby si vydělal na expedici na Nanga Parbat.

### 1970–1986: Osmitisícovky

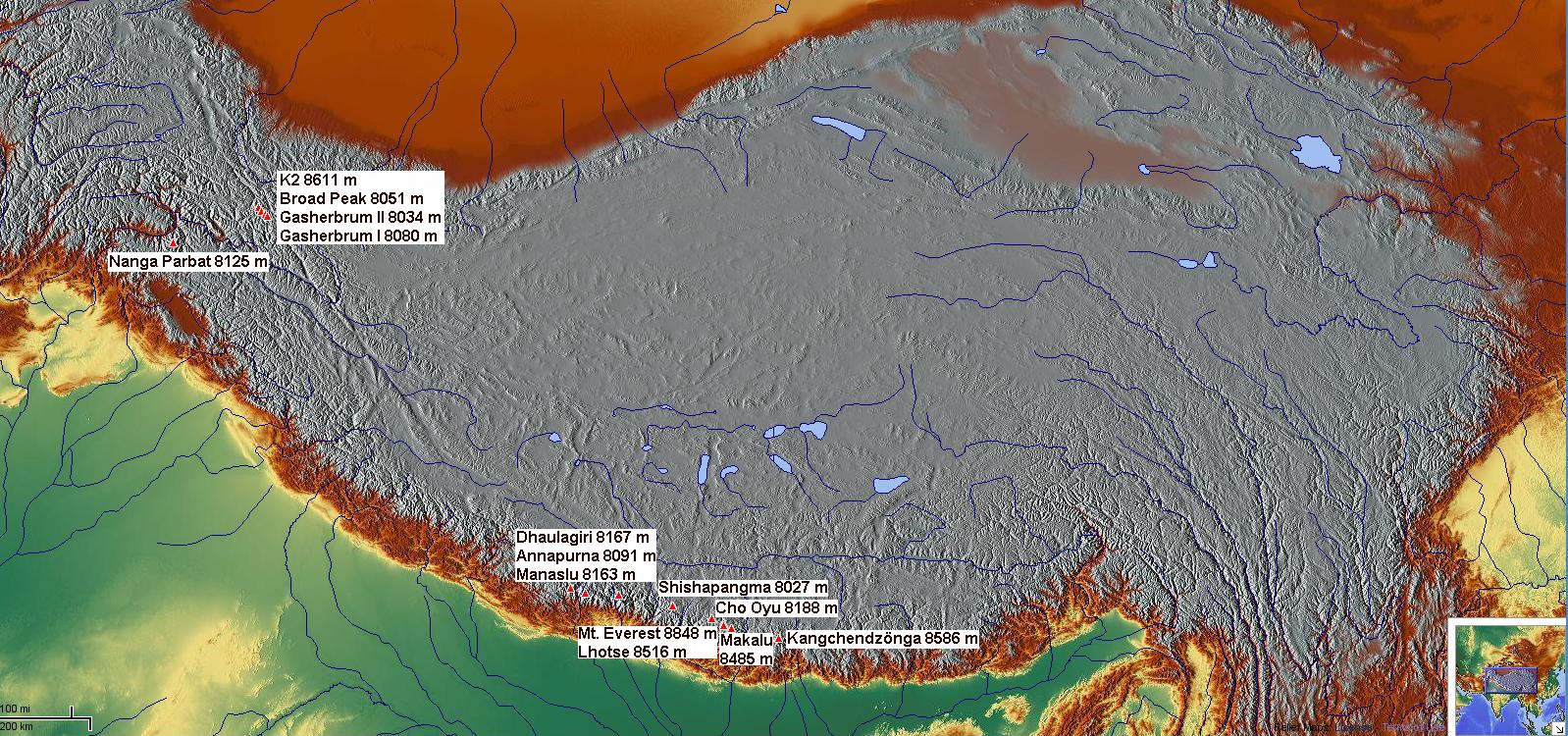
Poloha všech 14 osmitisícovek na mapě

Messnerův první výstup na osmitisícovku – Nanga Parbat (8125 m) v červnu 1970 – skončil tragicky. Podařilo se mu sice spolu se svým bratrem Güntherem vystoupat na vrchol Rupálskou stěnou, což dosud nikdo nedokázal, na cestě zpět však vyčerpaný Günther zahynul v lavině a sám Reinhold byl na pokraji smrti. Měl takové omrzliny, že mu lékaři museli amputovat šest prstů na nohou. Vedoucí expedice Karl Herrligkoffer, Max von Kienlin i další spolulezci navíc podrobili Messnera kritice za jeho rozhodnutí sestoupit opačnou (Diamirskou) stranou hory a obviňovali ho, že obětoval bratra svým ambicím uskutečnit první přechod Nanga Parbatu. Proti tomuto nařčení stojí objev jihotyrolského horolezce Hanspetera Eisendla. Ten nalezl na úpatí Nanga Parbatu úlomek kosti Günthera Messnera. Test DNA provedl anatomopatolog Eduard Egarter z Institutu soudního lékařství v Innsbrucku.
Tato tragédie však Messnera od Himálaje neodradila. Naopak, protože bez vlastních prstů nemohl tak dobře lézt po skalách, stalo se pro něj výzvou dobývání nejvyšších hor světa.
Po půl roce přestal učit a studovat, začal se věnovat horolezectví profesionálně, začal přednášet a psát knihy. V létě roku 1972 se oženil s Uschi Demeterovou, která dříve bývala manželkou jeho spolulezce Maxe von Kienlina. V dubnu 1972 se zúčastnil své druhé himálajské expedice na Manáslu (8156 m). Podnikl úspěšný prvovýstup Jižní stěnou, následující noci však zemřeli ve sněhové bouři jeho dva kolegové – Andi Schlick a Franz Jäger.
Po této druhé tragédii se Messner rozhodl, že bude lézt sám nebo jen s malým týmem. Již od šedesátých let prosazoval myšlenku lézt na himálajské vrcholy alpským stylem, tedy nalehko a s minimální pomocí jiných osob. Tento styl byl v kontrastu k tehdejším mohutným expedicím s předem vybudovanými výškovými tábory, mnoha nosiči a s cestami zajištěnými fixními lany.

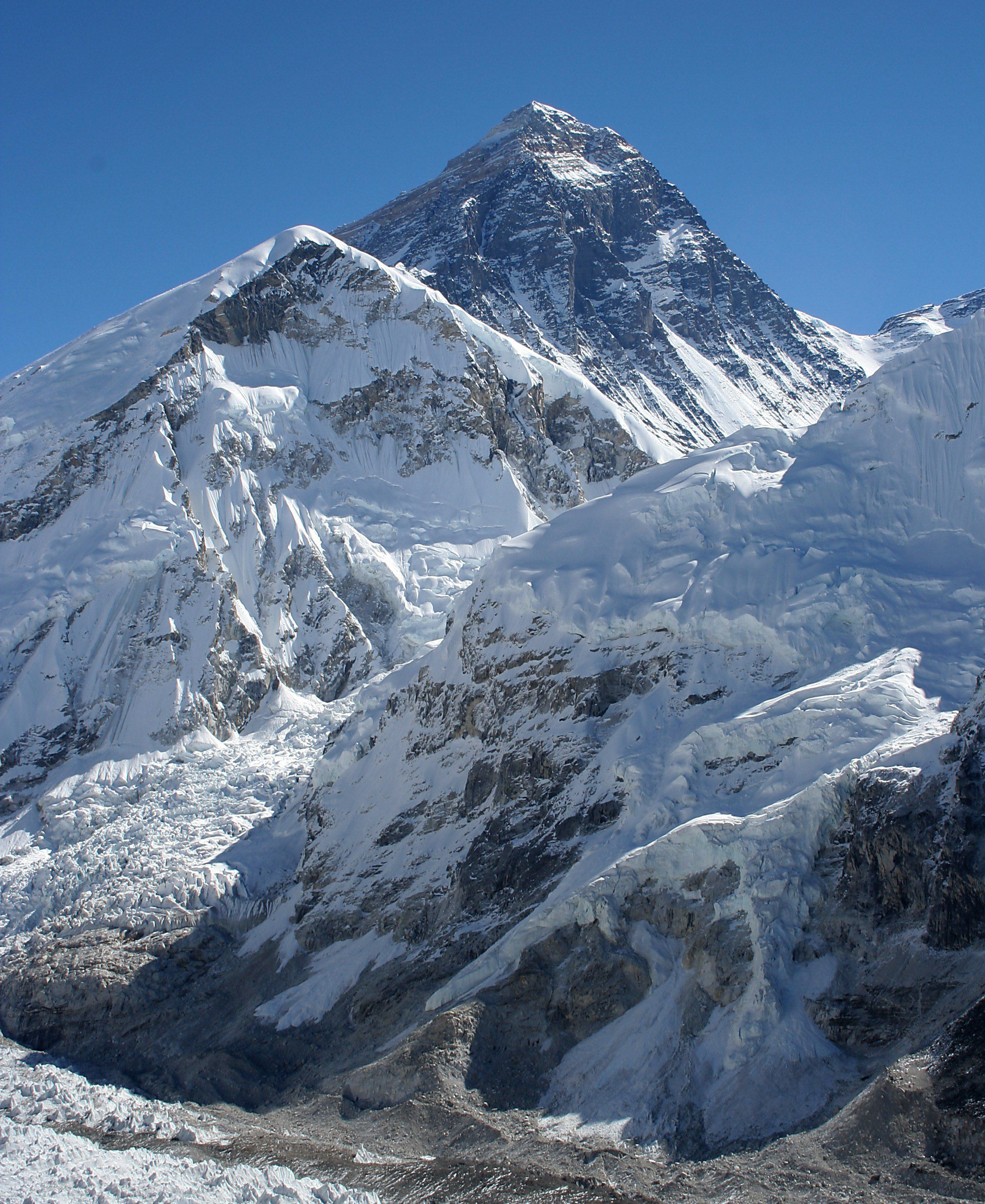
Mount Everest vylezl bez kyslíku

Po několika neúspěšných pokusech o dobytí osmitisícovek vylezl s Peterem Habelerem roku 1975 Severní stěnu vrcholu Gašerbrum I – Hidden Peak (8068 m) alpským stylem během pouhých tří dní (ze základního tábora na vrchol). A v květnu 1978 opět s Habelerem jako první na světě vystoupili na Mount Everest (8849 m) bez umělého kyslíku, čímž naprosto šokovali horolezeckou a lékařskou veřejnost. Již několik týdnů po návratu do Evropy se Messner vydal opět do Himálaje a v srpnu 1978 vylezl jako první v historii na osmitisícovku sólově (sám ze základního tábora) – Nanga Parbat (8125 m) Diamírskou stěnou. V roce 1979 vylezl s Michaelem Dacherem na obávanou K2.
Vyvrcholením Messnerovy horolezecké kariéry byl sólový výstup na Mount Everest z tibetské strany v srpnu 1980 (po neúspěšném pokusu z června). V následujících letech se Messnerovi podařilo zdolat i ostatní osmitisícovky. V roce 1984 spolu s Hansem Kammerlanderem jako první přešli dvě osmitisícovky bez přerušení návratem do základního tábora – Gašerbrum I (8068 m) a Gašerbrum II (8035 m). Po výstupu na Lhoce (8516 m), se stal v říjnu 1986 prvním člověkem, který vylezl na všech čtrnáct osmitisícovek. V prosinci téhož roku se mu výstupem na Mount Vinson (4897) podařilo zkompletovat i Seven Summits, tj. 7 nejvyšších hor všech světadílů, jako teprve čtvrtému člověku (a prvnímu bez použití umělého kyslíku).

### 1986–1990: Rodina a hrad Juval

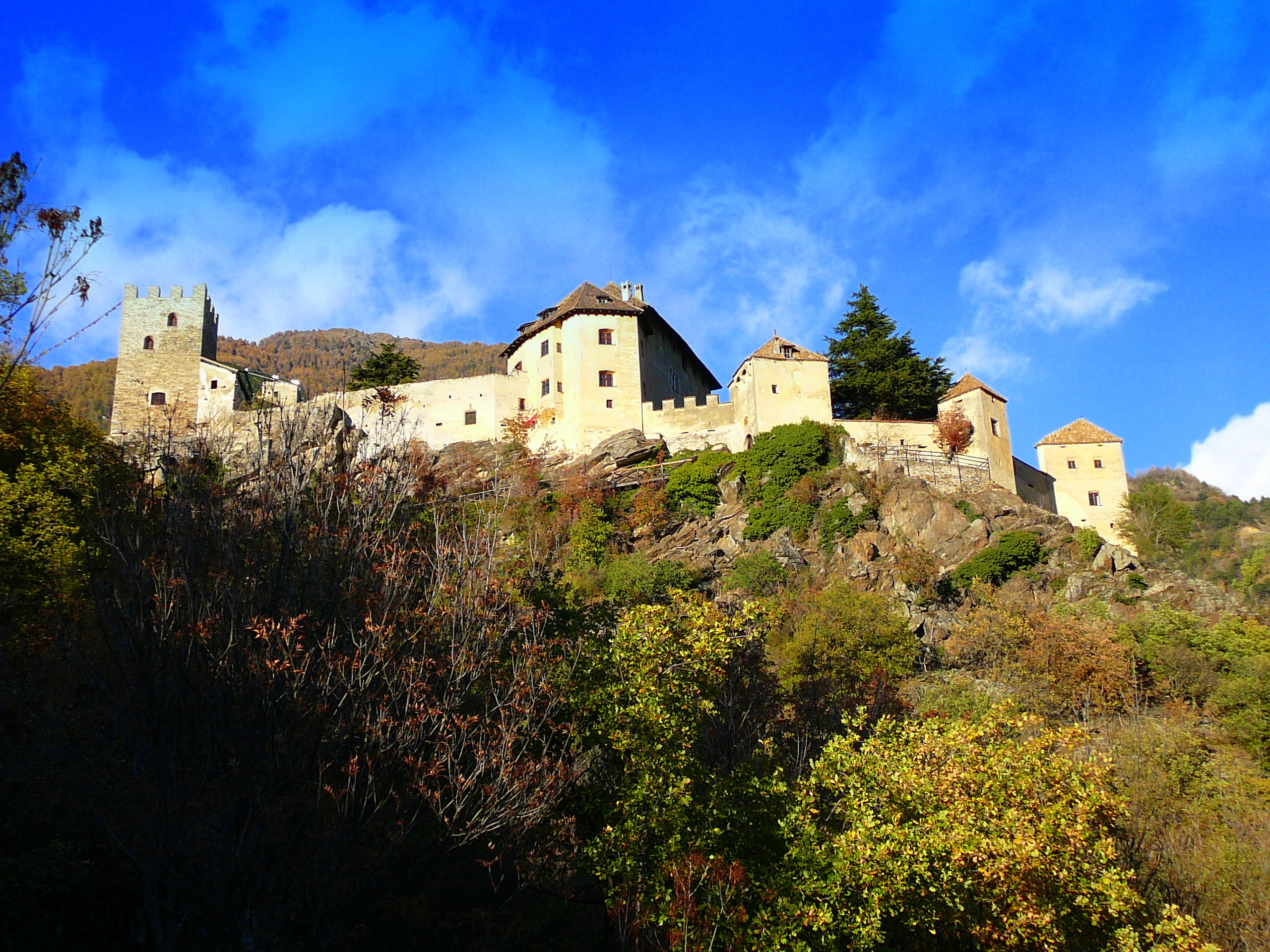
Hrad Juval

První manželství s Uschi Demeterovou vydrželo jen do roku 1977. Jeho další partnerkou se stala Kanaďanka Nena Holguinová, která ho doprovázela i do základního tábora Mount Everestu při jeho sólovém výstupu a s níž má dceru Laylu (1981). Od poloviny 80. let žije se Sabinou Stehleovou, s níž má tři děti: Magdalénu (1988), Gesara Simona (1990) a Annu Judithu (2001).
V roce 1983 koupil hrad Juval, který zrekonstruoval, a od roku 1985 v něm přes léto žije. Zbytek roku bydlí v Meranu.

### 1990–2004: Dálkové přechody a politika
V první polovině 90. let se věnoval především polárním přechodům. V roce 1990 uskutečnil 2800 km dlouhý přechod Antarktidy přes jižní pól, bez použití psů a techniky, o 3 roky později přešel Grónsko (2200 km) a o další 2 roky později se pokusil přejít Arktidu ze Sibiře do Kanady, ale neúspěšně.
V létě roku 1995, při přelézání hradní zdi v Juvalu, upadl a těžce si poranil patní kost. Přestože dlouhý čas nemohl ani chodit, v následujících letech podnikl výpravu do Altajského pohoří v Mongolsku a přechody pouští Atacama (Jižní Amerika) a Thár (Indie).
V letech 1999–2004 by poslancem Evropského parlamentu za italskou stranu zelených (Federazione dei Verdi), kde prosazoval především ekologický přístup ke krajině a evropské a prounijní myšlení.
V roce 2004 přešel 2000 km přes poušť Gobi, čímž navázal na svůj přechod pouště Taklamakan, jejíž jméno znamená Místo bez návratu.

### 2004–současnost: Messner Mountain Museum
Už v roce 2003 začal pracovat na svém projektu „Messner Mountain Museum“. Jedná se o soustavu pěti muzeí zaměřených na hory. První z nich, MMM Firmian, ukazuje vztah člověka a hor a sídlí na hradě Sigmundskron nad městem Bolzano. MMM Ortles, sídlící v Suldenu, je věnováno ledu, MMM Dolomites u Cortiny se soustředí na skály a vertikální svět, MMM Juval na Messnerově hradě ve Vinschgau na mýty a religiózní dimenzi hor a MMM Ripa na hradě Bruneck na horské národy.
V roce 2005 bylo na Diamirské stěně Nanga Parbatu po 35 letech objeveno tělo jeho bratra Günthera. Nález tak vyvrátil kritiku, podle níž nechal Messner svého bratra v roce 1970 sestupovat nebezpečnou Rupálskou stěnou, zatímco sám se v honbě za slávou vydal neprozkoumanou Diamirskou stěnou.
V roce 2009 se Messner v 64 letech oženil se svou dlouholetou přítelkyní, módní návrhářkou Sabine Stehleovou.

## Výstupy a expedice v datech

### Himálajské osmitisícovky
- Rok 1970 Nanga Parbat (8125 m)
- Rok 1972 Manáslu (8163 m)
- Rok 1975 Gašerbrum I (Hidden Peak) (8068 m)
- Rok 1978 Mount Everest (8849 m) (bez kyslíku) , Nanga Parbat (8125 m)
- Rok 1979 K2 (8611 m)
- Rok 1980 Mount Everest (8849 m) (sólovýstup alpským stylem)
- Rok 1981 Šiša Pangma (8013 m)
- Rok 1982 Kančendženga (8586 m), Gašerbrum II (8035 m), Broad Peak (8047 m)]
- Rok 1983 Čo Oju (8201 m)
- Rok 1984 Gašerbrum I (8068 m), Gašerbrum II (8035 m) (traverzy mezi vrcholy Gašerbrum I a Gašerbrum II)
- Rok 1985 Annapurna (8091 m), Dhaulágirí (8167 m)
- Rok 1986 Makalu (8462 m), Lhoce (8516 m)

#### Kontroverze ohledně zápisu v Guinnessově knize rekordů
V důsledku přeměření míst nejvyšších bodů vrcholů Eberhardem Jurgalským Guinnessova kniha rekordů odstranila dva Messnerovy rekordy – primát zdolání všech osmitisícovek podle ní drží Ed Viesturs za výkon z let 1989–2005. V roce 2023 Jurgalski od svého tvrzení ustoupil. Zpětné určení přesného nejvyššího bodu některých hor v době výstupu je obtížné až nemožné – v případě Annapurny, která byla hlavním předmětem sporu, má vrchol podobu sněho-ledového hřebenu přibližně stejné výšky, kdy lokálně nejvyšší bod se může změnit například navátým sněhem nebo pádem převěje.

### Seven Summits
- Rok 1971 - Vrchol Oceánie - Puncak Jaya (4 884 m)
- Rok 1974 - Vrchol Jižní Ameriky - Aconcagua (6 961 m)
- Rok 1976 - Vrchol Severní Ameriky - Denali (6 190 m)
- Rok 1978 - Vrchol Afriky - Kilimandžáro (5 895 m)
- Rok 1980 - Vrchol Asie - Mount Everest (8849 m)
- Rok 1983 - Vrchol Evropy - Elbrus (5 642 m)
- Rok 1986 - Vrchol Austrálie - Mount Kosciuszko (2 228 m)
- Rok 1986 - Vrchol Antarktidy - Mount Vinson (4 897 m)

### Další expedice
- Rok 1990 - Přechod Antarktidy - 2800 km - bez psů a techniky, přes jižní pól
- Rok 1992 - Výstup na Chimborazo (6310 m) - nejvzdálenější místo od středu Země
- Rok 1992 - Přechod pouště Taklamakan, jejíž jméno znamená Místo bez návratu
- Rok 1993 - Přechod Grónska - 2200 km
- Rok 1995 - Neúspěšný přechod Arktidy
- Rok 2002 - Výstup na Cotopaxi (5897 m) - nejznámější ekvádorskou sopku
- Rok 2004 - Přechod pouště Gobi - 2200 km

## Dílo
knihy přeložili: Jitka Dostalová, Augustin Hebelka, Jan Hlavička, Petr Karlach, Michal Králík, Michael Květoň, Alena Opletalová, Jiří Pondělíček, Jaromír Povejšil, Blanka Pscheidtová, František Ryčl, Petra Schürová, Anna Skryjová, Jarmila Škodová, Jaroslav Voříšek
| - 1984 Everest : výprava po nejzazší mez - 1995, 2002 Třináct zrcadel mé duše - 1995 Vyznání dobrodruha - 1996 Život horolezce - 1998 Už nikdy : Severní pól / Mount Everest / Jižní pól : tři kritické body - 1999 Až na vrchol světa : alpinistické výzvy v Himálajích a Karákóramu - 1999 Yetti : legenda a skutečnost - 2000 Malloryho druhá smrt : záhada Mount Everestu - 2002, 2010 Annapurna : 50 let expedic do zóny smrti - 2002 Lidé z hor : obrazy a setkání - 2003 Až na konec světa : výpravy v Himálaji a v Karakoramu - 2003 Mount Everest : výpravy na hranice možností - 2003 Osudová hora : Nanga Parbat - bratrova smrt a samota - 2004 Antarktida : nebe i peklo - 2004 Bílá samota : má dlouhá cesta k vrcholům Himálaje - 2004, 2013 G I, G II - výzva Gašerbrumu | - 2005 Duše nezná mezí - 2005 Život na hraně - 2006 K2 : Chogori - velká hora - 2007 Gobi : poušť ve mně - 2007 Má cesta : život legendárního horolezce - 2007 Velké stěny : od severní stěny Eigeru k jižní stěně Dhaulágiri - 2008 Everest sólo : průzračný horizont - 2009 Cerro Torre : tragédie na skalní jehle - 2010 Červená světlice na Nanga Parbatu - 2010 Ledové póly : věčný běh o závod na konec světa - 2010 Západní stěna : pod sebou propast, před sebou vítězství - 2011 Bouře na Manaslu : drama na střeše světa - 2011 Na vrcholu : dějiny ženského horolezectví - 2012 Póly : dobrodružné cesty Hjalmara Johansena - 2013 Cho Oyu : tyrkysová bohyně - 2014 Žít a přežít - 2016 Pád nebes |

### Audioverze
V roce 2023 připravil Český rozhlas audioverzi životopisné knihy Žít a přežít. V režii Petra Mančala z knihy čte Jan Vlasák. V premiéře ji odvysílala od 31. července 2023 stanice Český rozhlas Vltava v rámci pořadu Osudy.

## Film
- Holy Mountain [film]. Režie a kamera Reinhold Messner. Německo, 2018, 80 min.
- Bergwelten [TV seriál]. [Epizoda] Ama Dablam – Der heilige Berg. Režie Reinhold Messner, Hans-Peter Stauber. Rakousko, 2017, 46 min.
- Bergwelten [TV seriál]. [Epizoda] Still alive – Drama am Mt. Kenya. Režie Reinhold Messner. Rakousko, 2016.
- Nanga Parbat [film]. Režie Joseph Vilsmaier. Německo, 2010. 104 min.